# Ратомир
Ратоми́р, также Ратими́р (лат. Ratomirum) — легендарный южнославянский правитель первой половины VIII века, сын Владина.

## Данные летописи
Согласно Летописи попа Дуклянина, Ратомир был сыном Владина. По словам летописца он «с детства проявлял неотёсанность и высокомерие». и «с детства ненавидел христианство» и став правителем начал чрезмерно преследовать христиан, и хотел стереть их имя в стране своего королевства, и разрушил многочисленные их города и места, а некоторых пощадил, обратив в неволю. Но христиане, видя, что попали в великую неволю и преследования, стали собираться в верховьях гор, и по возможности строили укрепления, города и строения, чтобы таким образом высвободится из-под его власти, пока Господь не придёт к ним и не освободит. Летописец сообщает, что при отце Ратомира Владине на Балканы переселились болгары. И «оба народа полюбились друг другу» так как «были язычниками и был у них тот же самый язык».
Аналогичные вещи писали и о четырёх его преемниках, последовательно правивших друг за другом. Jerzy Strzelczyk называл их всех сыновьями Ратомира, но в «Летописи попа Дуклянина» этого нет. Более того в Хорватской редакции сказано, что у Ратомира на момент смерти не было сына Князья названы родичами Ратомира, но оговорено, то что они правили друг за другом

## Анализ
Некоторые[уточнить] исследователи вслед за M. Hadžijahićiem[уточнить] отождествляли его с Ратимиром, преемником Людевита Посавского и правителем Паннонской Хорватии в 829—838 годы. Ф. Шишич опровергал это отождествление. По словам С. В. Алексеева летопись синтезировала разные княжеские предания поэтому легендарная часть изобилует анахронизмами, а рассказ о Ратомире его «четырёх преемниках», Светомире-Сарамире, Светоплеке мог быть позаимствован из не сохранившейся, но реконструируемой «книги „Мефодий“». Алексеев писал, что текст VI и VII глав отражает процессы характерные для начального этапа переселения славян (в летописи они связаны с временами Остроила — прапрадеда Ратомира), но с другой стороны, что тут оказались зафиксированы процессы происходившие на романо-славянской культурно-языковой границе до начала IX века. Также он утверждал, что если Ратомир из Летописи и Ратимир князь Паннонской Хорватии тождественны, то утверждение летописца о том, что четыре преемника Ратомира правили друг за другом, а не параллельно ошибочно. Алексеев в качестве кандидатов на роль таковых князей называл противников Моймира I — Прибину и Неклана, но называл такую реконструкцию «умозрительной», а также писал, что рискованно использовать Летопись как равноправный источник по истории Великой Моравии или Славонии IX века.